# Rhodoleptus
Rhodoleptus  (лат.) — род жуков-усачей (Cerambycidae) из подсемейства настоящие усачи (Cerambycinae). 4 вида. Неотропика. Длина около 1 см. Усики длинные и узкие, 11-члениковые, превышают общую длину тела (у самцов почти в два раза). 3-й сегмент усиков длиннее скапуса, 4-й членик почти равен или слегка короче третьего. Щупики короткие. Основная окраска чёрная, коричневая и жёлтая. Тело слегка сплющенное, субпараллельное с боков. Пронотум выпуклый, латерально угловатый. Род был впервые выделен в 1962 году американским энтомологом Э. Гортон Линсли (E. Gorton Linsley; Калифорнийский университет в Беркли, Калифорния, США) на основании типового вида Metaleptus femoratus Schaeffer, 1909 и первоначально включён в состав трибы Purpuricenini.
- Rhodoleptus comis (Bates, 1892) — Центральная Америка (Мексика, Гватемала)[4]
- Rhodoleptus femoratus (Schaeffer, 1909) — США, Мексика[5]
- Rhodoleptus nigripennis Giesbert, 1993 — Гватемала, Мексика[6]
- Rhodoleptus umbrosus Chemsak & Linsley, 1982 — Мексика[1]